# Craugastor silvicola
Craugastor silvicola is een kikker uit de familie Craugastoridae. De soort werd voor het eerst wetenschappelijk beschreven door John Douglas Lynch in 1967. Oorspronkelijk werd de wetenschappelijke naam Eleutherodactylus silvicola gebruikt.
De soort komt voor in delen van Midden-Amerika en leeft endemisch in het zuiden van Mexico. Craugastor silvicola wordt bedreigd door het verlies van habitat.